# Sawyer (Kansas)
Sawyer é uma cidade localizada no estado americano de Kansas, no Condado de Pratt.

## Demografia
Segundo o censo americano de 2000, a sua população era de 124 habitantes.
Em 2006, foi estimada uma população de 121, um decréscimo de 3 (-2.4%).

## Geografia
De acordo com o United States Census Bureau tem uma área de
0,3 km², dos quais 0,3 km² cobertos por terra e 0,0 km² cobertos por água. Sawyer localiza-se a aproximadamente 581 m acima do nível do mar.

## Localidades na vizinhança
O diagrama seguinte representa as localidades num raio de 28 km ao redor de Sawyer.